# 马特·霍恩
马修·杰弗里·霍恩（英語：Matthew Jeffery Horne，1970年12月5日—），新西兰男子板球运动员。他曾代表新西兰国家队参加1998年英联邦运动会板球比赛，获得一枚铜牌。